# Rocles (Lozère)
Pour les articles homonymes, voir Rocles.
Rocles est une commune française, située dans le nord-est du département de la Lozère en région Occitanie.
Exposée à un climat de montagne, elle est drainée par la Clamouse, le Donozau, le Bournassou et par divers autres petits cours d'eau. La commune possède un patrimoine naturel remarquable composé de trois zones naturelles d'intérêt écologique, faunistique et floristique.
Rocles est une commune rurale qui compte 242 habitants en 2022, après avoir connu un pic de population de 699 habitants en 1886.  Ses habitants sont appelés les Roclais ou  Roclaises.

## Géographie

### Localisation
Rocles est située dans le nord-est de la Lozère entre Langogne et Grandrieu. De Langogne : 6,26 km, de Saint-Bonnet-de-Montauroux : 14,22 km, de Luc : 10,86 km, de Chasseradès : 18,34 km, de La Bastide-Puylaurent : 16,47 km. Rocles se situe derrière le volcan du Bonjour près de la départementale no 34 qui relie Langogne à Auroux. Il est relié à la nationale no 88 qui relie Rodez à Aubenas passant par Mende, Langogne et Le Puy-en-Velay, par la route « Blanche » (appelée ainsi par les personnes du village).

### Communes limitrophes
Les communes limitrophes sont  Chastanier, Chaudeyrac, Cheylard-l'Évêque, Langogne, Naussac-Fontanes, Pierrefiche et Saint-Flour-de-Mercoire.
| Chastanier  | Naussac-Fontanes  |                         |
| Pierrefiche | Rocles            | Langogne                |
| Chaudeyrac  | Cheylard-l'Évêque | Saint-Flour-de-Mercoire |

### Hameaux et lieux-dits
La commune possède plusieurs hameaux ou lieux-dits tels que le Vieux Fraisse, la Bastide de Rocles, Villevieille, Pallhères, Costevieille, Chamblas, Romanès et le hameau des Thors. La commune est célèbre par son camping des Sous-Bois du Lac et de son parc d’accrobranches "Le Rondin des Bois" situé dans le hameau de Pallhères à peu près à 20 minutes de marche du lac de Naussac (1,3 km).
Rocles est aussi un village occitan, les rues du village sont marqués en occitan (langue d'oc) tel que "L'Hort de la Barjo" qui veut dire " Le Jardin de la Barge" qui est célèbre dans le village par les cyclistes et les randonneurs habitués situé sur la limite ouest du village en direction de Chastanier.

### Climat
Pour des articles plus généraux, voir Climat de l'Occitanie et Climat de la Lozère.
En 2010, le climat de la commune est de type climat océanique altéré, selon une étude s'appuyant sur une série de données couvrant la période 1971-2000. En 2020, Météo-France publie une typologie des climats de la France métropolitaine dans laquelle la commune est exposée à un climat de montagne ou de marges de montagne et est dans la région climatique Sud-est du Massif Central, caractérisée par une pluviométrie annuelle de 1 000 à 1 500 mm, minimale en été, maximale en automne.
Pour la période 1971-2000, la température annuelle moyenne est de 7,5 °C, avec une amplitude thermique annuelle de 15,7 °C. Le cumul annuel moyen de précipitations est de 945 mm, avec 9,8 jours de précipitations en janvier et 6,2 jours en juillet. Pour la période 1991-2020, la température moyenne annuelle observée sur la station météorologique la plus proche, située sur la commune de Châteauneuf-de-Randon à 12 km à vol d'oiseau, est de 7,5 °C et le cumul annuel moyen de précipitations est de 919,4 mm,. Pour l'avenir, les paramètres climatiques de la commune estimés pour 2050 selon différents scénarios d'émission de gaz à effet de serre sont consultables sur un site dédié publié par Météo-France en novembre 2022.

### Milieux naturels et biodiversité
L’inventaire des zones naturelles d'intérêt écologique, faunistique et floristique (ZNIEFF) a pour objectif de réaliser une couverture des zones les plus intéressantes sur le plan écologique, essentiellement dans la perspective d’améliorer la connaissance du patrimoine naturel national et de fournir aux différents décideurs un outil d’aide à la prise en compte de l’environnement dans l’aménagement du territoire.
Deux ZNIEFF de type 1 sont recensées sur la commune :
la « rivière de la Clamouse » (19 ha), couvrant 3 communes du département, et 
le « ruisseau du Donozau » (16 ha), couvrant 3 communes du département
et une ZNIEFF de type 2, : 
la « vallée du Chapeauroux » (10 037 ha), couvrant 12 communes dont une dans la Haute-Loire et 11 dans la Lozère.

Cartes des ZNIEFF de type 1 et 2 à Rocles.
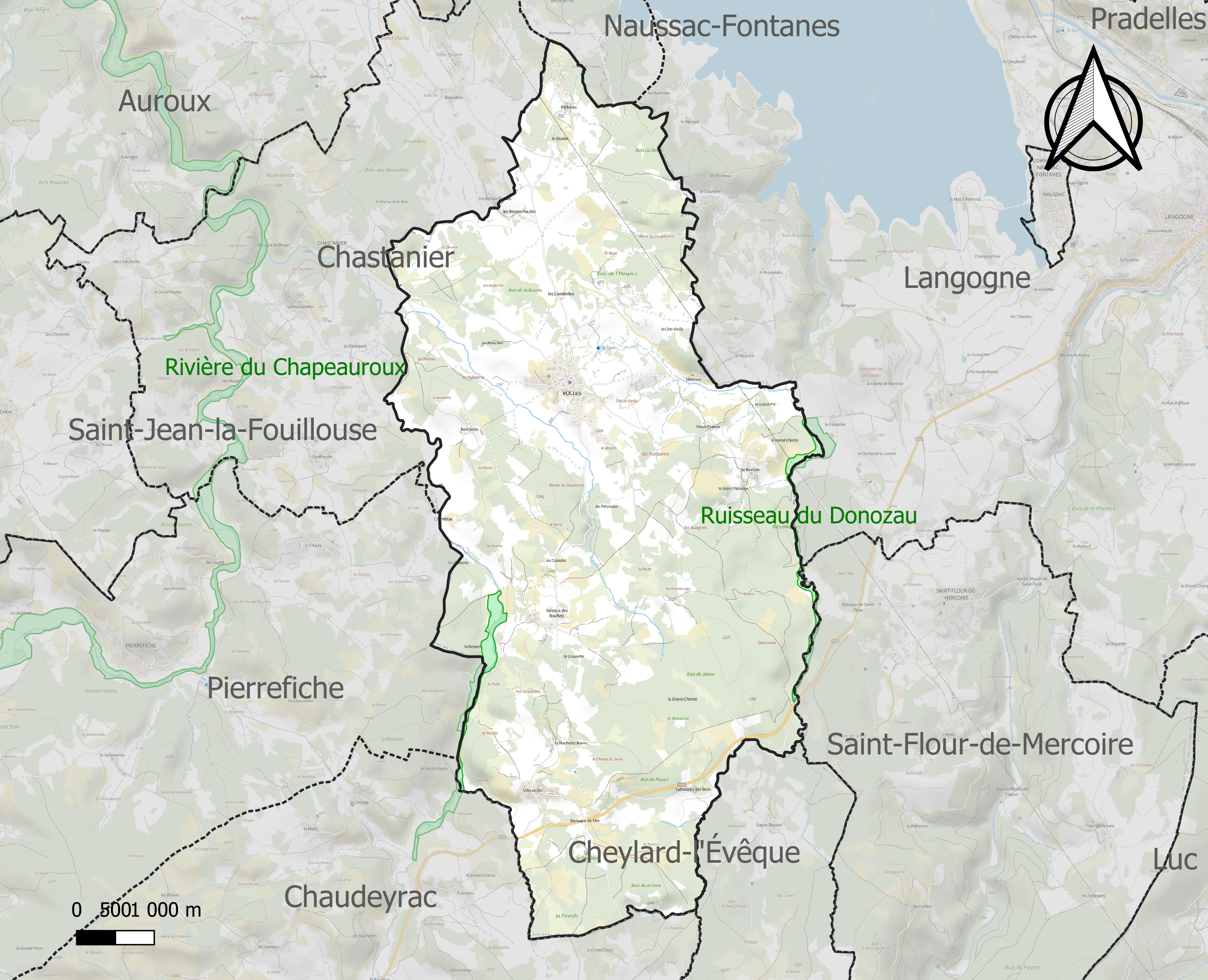
Carte des ZNIEFF de type 1 sur la commune.
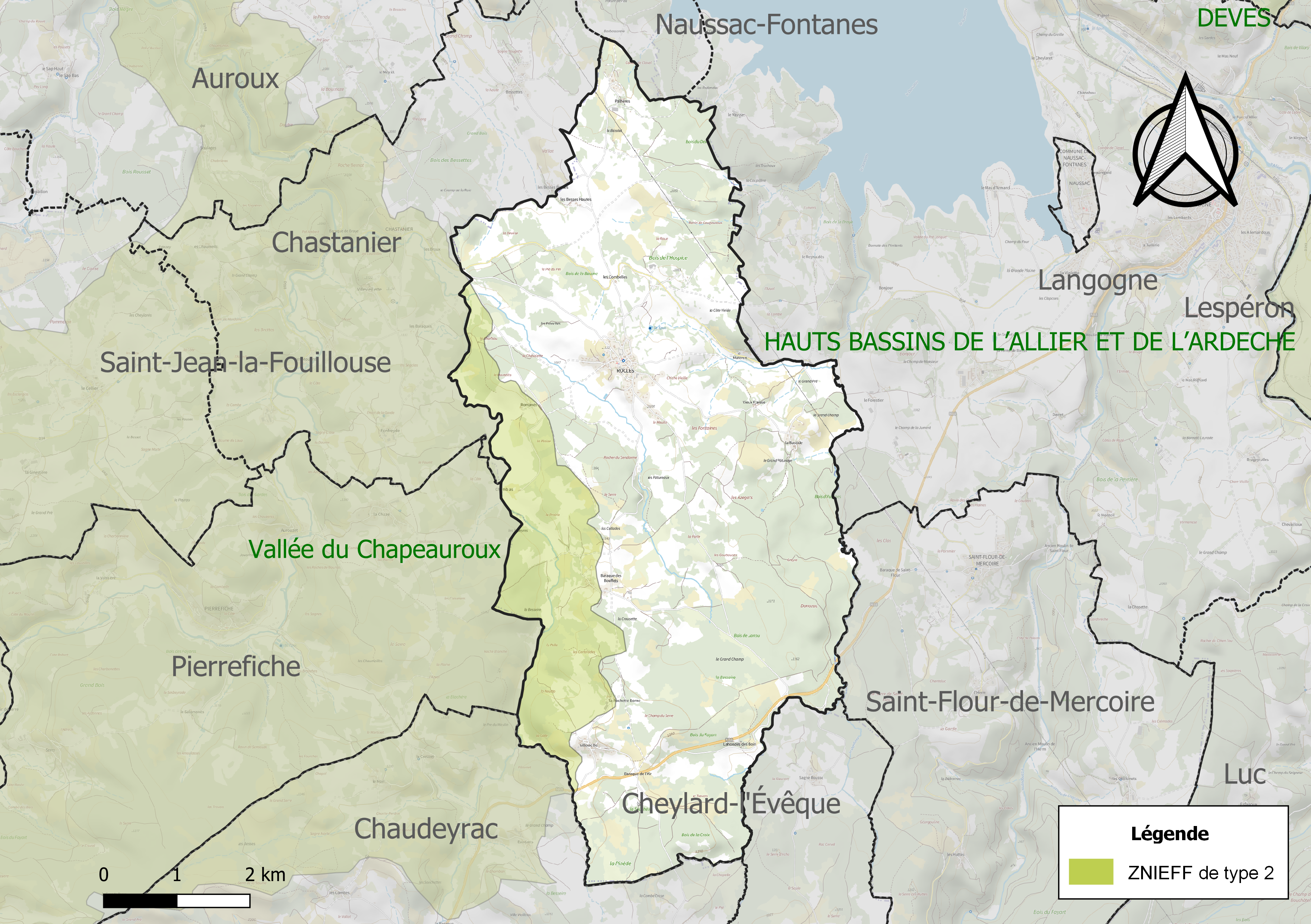
Carte de la ZNIEFF de type 2 sur la commune.

## Urbanisme

### Typologie
Au 1er janvier 2024, Rocles est catégorisée commune rurale à habitat très dispersé, selon la nouvelle grille communale de densité à sept niveaux définie par l'Insee en 2022.
Elle est située hors unité urbaine et hors attraction des villes,.

### Occupation des sols
L'occupation des sols de la commune, telle qu'elle ressort de la base de données européenne d’occupation biophysique des sols Corine Land Cover (CLC), est marquée par l'importance des forêts et milieux semi-naturels (56,1 % en 2018), en diminution par rapport à 1990 (69 %). La répartition détaillée en 2018 est la suivante : 
forêts (48,6 %), prairies (35,8 %), zones agricoles hétérogènes (8,1 %), milieux à végétation arbustive et/ou herbacée (7,4 %). L'évolution de l’occupation des sols de la commune et de ses infrastructures peut être observée sur les différentes représentations cartographiques du territoire : la carte de Cassini (XVIIIe siècle), la carte d'état-major (1820-1866) et les cartes ou photos aériennes de l'IGN pour la période actuelle (1950 à aujourd'hui).

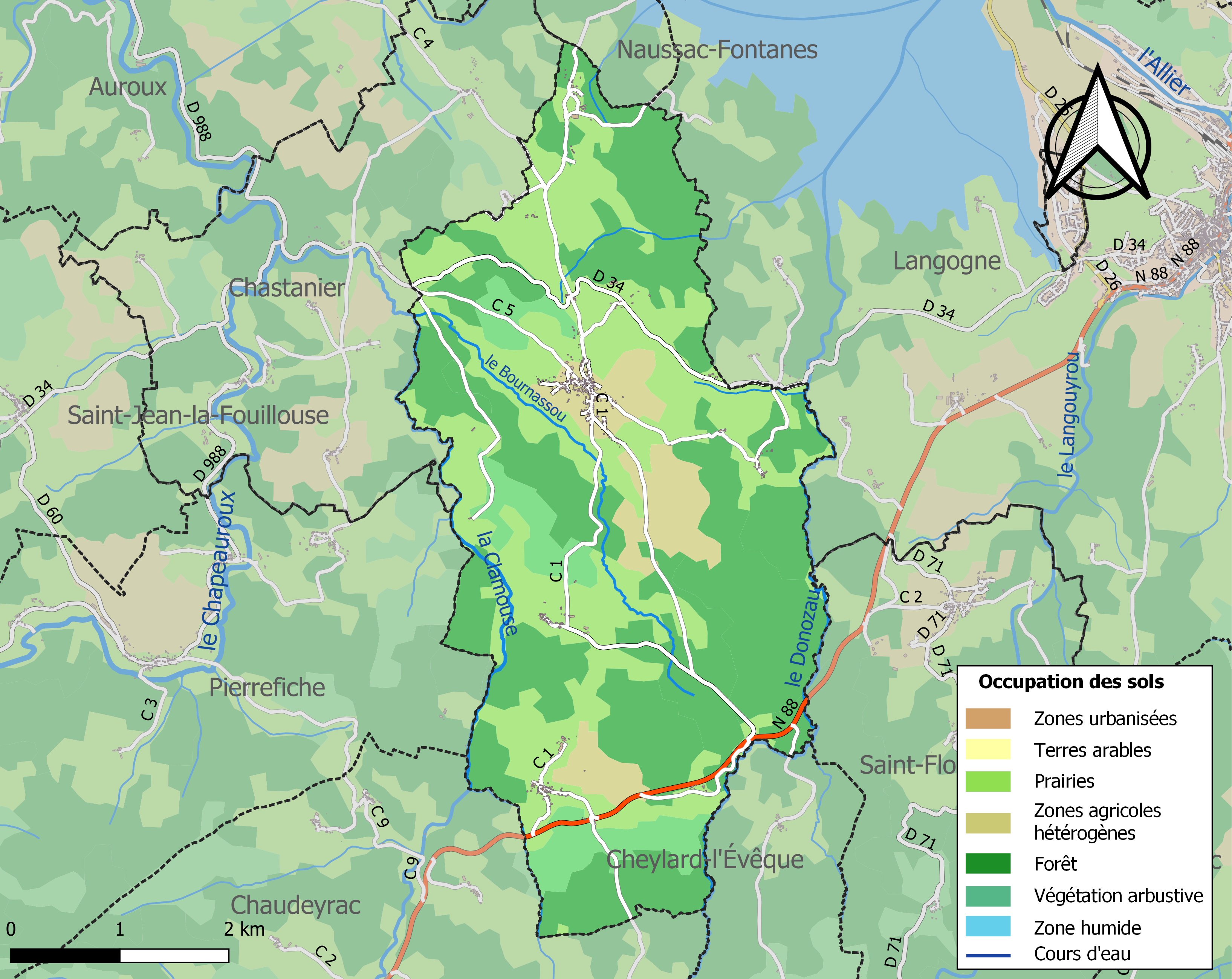
Carte des infrastructures et de l'occupation des sols de la commune en 2018 (CLC).

### Risques majeurs
Le territoire de la commune de Rocles est vulnérable à différents aléas naturels : météorologiques (tempête, orage, neige, grand froid, canicule ou sécheresse), feux de forêts et séisme (sismicité faible). Il est également exposé à un risque technologique,  le transport de matières dangereuses, et à un risque particulier : le risque de radon. Un site publié par le BRGM permet d'évaluer simplement et rapidement les risques d'un bien localisé soit par son adresse soit par le numéro de sa parcelle.

#### Risques naturels
Rocles est exposée au risque de feu de forêt. Un plan départemental de protection des forêts contre les incendies (PDPFCI) a été approuvé en décembre 2014 pour la période 2014-2023. Les mesures individuelles de prévention contre les incendies sont précisées par divers arrêtés préfectoraux et s’appliquent dans les zones exposées aux incendies de forêt et à moins de 200 mètres de celles-ci. L’arrêté du 23 mars 2018, complété par un arrêté de 2020, réglemente l'emploi du feu en interdisant notamment d’apporter du feu, de fumer et de jeter des mégots de cigarette dans les espaces sensibles et sur les voies qui les traversent sous peine de sanctions. L'arrêté du 23 août 2021, abrogeant un arrêté de 2002, rend le débroussaillement obligatoire, incombant au propriétaire ou ayant droit,,.

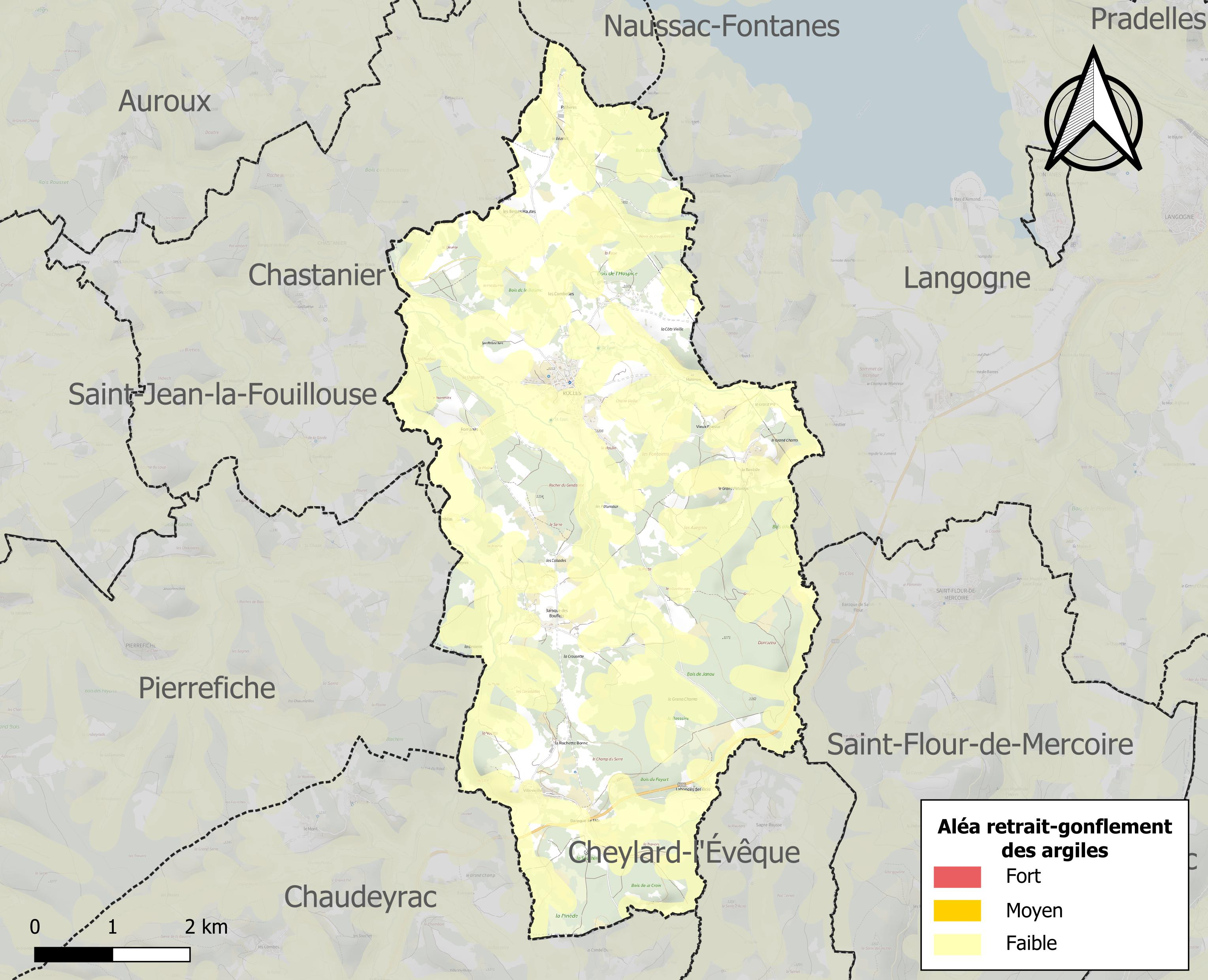
Carte des zones d'aléa retrait-gonflement des sols argileux de Rocles.

Le retrait-gonflement des sols argileux est susceptible d'engendrer des dommages importants aux bâtiments en cas d’alternance de périodes de sécheresse et de pluie. Aucune partie du territoire de la commune n'est en aléa moyen ou fort (15,8 % au niveau départemental et 48,5 % au niveau national). Sur les 229 bâtiments dénombrés sur la commune en 2019,  aucun n'est en aléa moyen ou fort, à comparer aux 14 % au niveau départemental et 54 % au niveau national. Une cartographie de l'exposition du territoire national au retrait gonflement des sols argileux est disponible sur le site du BRGM,.
Par ailleurs, afin de mieux appréhender le risque d’affaissement de terrain, l'inventaire national des cavités souterraines permet de localiser celles situées sur la commune.
La commune a été reconnue en état de catastrophe naturelle au titre des dommages causés par les inondations et coulées de boue survenues en 1982 et 1994. 

#### Risques technologiques
Le risque de transport de matières dangereuses sur la commune est lié à sa traversée par des infrastructures routières ou ferroviaires importantes ou la présence d'une canalisation de transport d'hydrocarbures. Un accident se produisant sur de telles infrastructures est susceptible d’avoir des effets graves sur les biens, les personnes ou l'environnement, selon la nature du matériau transporté. Des dispositions d’urbanisme peuvent être préconisées en conséquence.

#### Risque particulier
Dans plusieurs parties du territoire national, le radon, accumulé dans certains logements ou autres locaux, peut constituer une source significative d’exposition de la population aux rayonnements ionisants. Certaines communes du département sont concernées par le risque radon à un niveau plus ou moins élevé. Selon la classification de 2018, la commune de Rocles est classée en zone 3, à savoir zone à potentiel radon significatif.

## Toponymie
Le nom de la commune est Ròclas en occitan selon la norme classique et se prononce ['rɔklɔs].

## Politique et administration
| Période | Période  | Identité                 | Étiquette | Qualité |
| ------- | -------- | ------------------------ | --------- | ------- |
| 1792    | 1798     | Vital Benoit             |           |         |
| 1798    | 1801     | Jean Rigaud              |           |         |
| 1801    | 1813     | Jean Rigaud (fils)       |           |         |
| 1813    | 1816     | Jean Fusbiers de Laubies |           |         |
| 1816    | 1830     | Étienne Lassepte         |           |         |
| 1830    | 1832     | Jean Rigaud              |           |         |
| 1832    | 1843     | Jean-Pierre Bouet        |           |         |
| 1843    | 1848     | Vital Martin             |           |         |
| 1848    | 1852     | Henri-Joseph Coutarel    |           |         |
| 1852    | 1870     | Jean-Antoine Arzalier    |           |         |
| 1870    | 1870     | Étienne Saint-Jean       |           |         |
| 1870    | 1876     | Blaise-Vital Dubois      |           |         |
| 1876    | 1884     | Étienne Sabastier        |           |         |
| 1884    | 1886     | Blaise-Vital Dubois      |           |         |
| 1886    | 1891     | Jean-Baptiste Chabalier  |           |         |
| 1891    | 1900     | Jean-Baptiste Arzalier   |           |         |
| 1900    | 1903     | Blaise-Vital Dubois      |           |         |
| 1903    | 1904     | Odilon Martin            |           |         |
| 1904    | 1929     | Blaise-Vital Dubois      |           |         |
| 1929    | 1935     | Victor Gauthier          |           |         |
| 1935    | 1971     | Ludovic Martin           |           |         |
| 1971    | 2001     | Cyprien Martin           |           |         |
| 2001    | 2020     | Raymond Martin           | DVD       |         |
| 2020    | En cours | Pierre Mallet            |           |         |

## Population et société

### Démographie
L'évolution du nombre d'habitants est connue à travers les recensements de la population effectués dans la commune depuis 1793. Pour les communes de moins de 10 000 habitants, une enquête de recensement portant sur toute la population est réalisée tous les cinq ans, les populations de référence des années intermédiaires étant quant à elles estimées par interpolation ou extrapolation. Pour la commune, le premier recensement exhaustif entrant dans le cadre du nouveau dispositif a été réalisé en 2007.

En 2022, la commune comptait 242 habitants, en évolution de +3,42 % par rapport à 2016 (Lozère : +0,11 %, France hors Mayotte : +2,11 %).
| 1793 | 1800 | 1806 | 1821 | 1831 | 1836 | 1841 | 1846 | 1851 |
| ---- | ---- | ---- | ---- | ---- | ---- | ---- | ---- | ---- |
| 405  | 374  | 447  | 500  | 523  | 557  | 569  | 569  | 577  |

| 1856 | 1861 | 1866 | 1872 | 1876 | 1881 | 1886 | 1891 | 1896 |
| ---- | ---- | ---- | ---- | ---- | ---- | ---- | ---- | ---- |
| 548  | 541  | 567  | 573  | 592  | 631  | 699  | 629  | 572  |

| 1901 | 1906 | 1911 | 1921 | 1926 | 1931 | 1936 | 1946 | 1954 |
| ---- | ---- | ---- | ---- | ---- | ---- | ---- | ---- | ---- |
| 602  | 568  | 592  | 572  | 540  | 507  | 502  | 404  | 360  |

| 1962 | 1968 | 1975 | 1982 | 1990 | 1999 | 2006 | 2007 | 2012 |
| ---- | ---- | ---- | ---- | ---- | ---- | ---- | ---- | ---- |
| 351  | 287  | 226  | 207  | 192  | 197  | 204  | 205  | 230  |

| 2017 | 2022 | - | - | - | - | - | - | - |
| ---- | ---- | - | - | - | - | - | - | - |
| 233  | 242  | - | - | - | - | - | - | - |

## Économie

### Revenus
En 2018, la commune compte 101 ménages fiscaux, regroupant 223 personnes. La médiane du revenu disponible par unité de consommation est de 20 110 € (20 420 € dans le département).

### Emploi
|                | 2008  | 2013  | 2018  |
| -------------- | ----- | ----- | ----- |
| Commune        | 5,6 % | 6 %   | 5,4 % |
| Département    | 5 %   | 6,4 % | 7,1 % |
| France entière | 8,3 % | 10 %  | 10 %  |

En 2018, la population âgée de 15 à 64 ans s'élève à 148 personnes, parmi lesquelles on compte 74,5 % d'actifs (69,1 % ayant un emploi et 5,4 % de chômeurs) et 25,5 % d'inactifs,. En  2018, le taux de chômage communal (au sens du recensement) des 15-64 ans est inférieur à celui de la France et département, alors qu'en 2008 il était supérieur à celui du département et inférieur à celui de la France.
La commune est hors attraction des villes,. Elle compte 48 emplois en 2018, contre 35 en 2013 et 43 en 2008. Le nombre d'actifs ayant un emploi résidant dans la commune est de 102, soit un indicateur de concentration d'emploi de 47 % et un taux d'activité parmi les 15 ans ou plus de 56,3 %.
Sur ces 102 actifs de 15 ans ou plus ayant un emploi, 28 travaillent dans la commune, soit 27 % des habitants. Pour se rendre au travail, 80,6 % des habitants utilisent un véhicule personnel ou de fonction à quatre roues, 5,8 % s'y rendent en deux-roues, à vélo ou à pied et 13,6 % n'ont pas besoin de transport (travail au domicile).

## Culture locale et patrimoine

### Lieux et monuments
- Mairie.
- Église Sainte-Thècle de Rocles.
- La croix de la Barje.
- École primaire publique.
- Circuit no 12 du circuit VTT-FFC du Gévaudan.
- Tour du stade du village

### Héraldique
| Blason de Rocles | Blason  | D'or, à un mont rocheux d'argent, baignant dans une mer réduite d'azur, et au senestre duquel se tient la Bête du Gévaudan de sable, armée, lampassée et allumée de gueules, adextrée d'une croix latine aux quatre extrémités enflammées de gueules. |
| Blason de Rocles | Détails | Le mont rocheux traduit le nom de la commune qui signifie l'endroit rocailleux. La mer réduite symbolise les cours d’eau poissonneux (Le Clamouse, le Bounassou et le Donozau). La croix rouge enflammée symbolise sainte Thècle, la sainte patronne de Rocles. Le fond d'or s'associe avec le rouge de la croix pour rappeler les couleurs du Gévaudan où se positionne le village. La bête du Gévaudan qui a sévi sur la commune, au hameau du Thorts, est représentée telle que l'imagerie de l'époque la figurait : Tête de loup, pattes avant d'ours et corps de lion. Les ornements sont deux branches de sapin de sinople, fruitées d'or, mises en sautoir par la pointe et liées d'or pour honorer les forêts communales. Le listel d'argent porte le nom de la commune en lettres majuscules de sable. La couronne de tours dit que l’écu est celui d’une commune ; elle n’a rien à voir avec des fortifications. Le statut officiel du blason reste à déterminer. |